# 하세 에크만
하세 에크만(Hasse Ekman, 1915년 9월 10일 ~ 2004년 2월 15일)은 스웨덴의 배우, 감독, 작가, 프로듀서이다.